# Rhynchosia albissima
Rhynchosia albissima är en ärtväxtart som beskrevs av Michel Gandoger. Rhynchosia albissima ingår i släktet Rhynchosia och familjen ärtväxter. Inga underarter finns listade i Catalogue of Life.